# Josep Corominas i Busqueta
Josep Corominas i Busqueta (Terrassa, 1939 – 30 de desembre de 2020) fou un metge i polític català.
Va ser especialista en psiquiatria, diplomat en psicologia clínica, professor titular de la Facultat de Medicina de la Universitat de Barcelona (UB) i consultor de l'Hospital Clínic de Barcelona.
Membre de la maçoneria des de 1981, entre el 2002 i el 2006 va ser el Gran Mestre de la Gran Lògia d'Espanya. Regidor de l'ajuntament de Terrassa. Militant socialista des de 1975, en 1989 va substituir Ernest Lluch i Martín, elegit diputat a les eleccions generals espanyoles de 1986. Posteriorment va ser diputat per la província de Barcelona pel PSC-PSOE a les 1996. De 1998 a 2000 fou portaveu adjunt de la Comissió de Sanitat i Consum.